# 楽正
楽正（がくせい）は、漢姓のひとつ。『百家姓』の451番目。先秦の古典に見られるが、それ以外では珍しい。

## 由来
楽正とは『儀礼』、『礼記』などに見える音楽を司る古代の役人の長で、楽正氏はこの官名に由来する。
『荀子』成相篇、『韓非子』外儲説左下篇・『呂氏春秋』慎行論などには、堯が夔を楽正としたという伝説を伝える。

## 楽正氏の儒
『韓非子』顕学篇に、儒家八派のひとつとして「楽正氏之儒」が見える。これがどのような派であったかは明らかでない。ここでいう楽正氏とは一般に曽子の弟子の楽正子春のことと考えられている。ただし、郭沫若は孟子の弟子で「楽正子」と呼ばれている楽正克のことと考えた（『十批判書』(1945)の「儒家八派的批判」）。
武内義雄は、『孝経』の思想内容が『孟子』によく一致すること、『孟子』が引用する『孝経』が『曽子』（『大戴礼記』中の曽子十篇）と一致しないこと、『曽子』が楽正子春の言葉を引いていることから、『孝経』は孟子学派によるもので、それに対し『曽子』は楽正氏の学派によるものと考えた。

## 著名な人物
- 楽正裘 - 春秋時代の人、孟献子の友人。『孟子』に見える。
- 楽正子春 - 春秋時代の人。曽子の弟子。
- 楽正子輿 - 戦国時代の人。『列子』に見える。
- 楽正克 - 戦国時代の人。孟子の弟子。
- 楽正子長 - 宋の仙人。黄宗昌『嶗山志』によると、180歳になっても顔が子供のようだったという。

### 架空の人物
- 楽正綾 - 中国で発売されているVOCALOID(Vsinger)のひとり。
- 楽正竜牙 - 中国で発売されているVOCALOIDのひとり。楽正綾の兄。